# Atôme
Atôme – miasto w Angoli, w prowincji Kwanza Południowa.